# Dicranota sicaria
Dicranota (Dicranota) sicaria là một loài ruồi trong họ Pediciidae. Chúng phân bố ở vùng sinh thái Palearctic.